# Boja SP

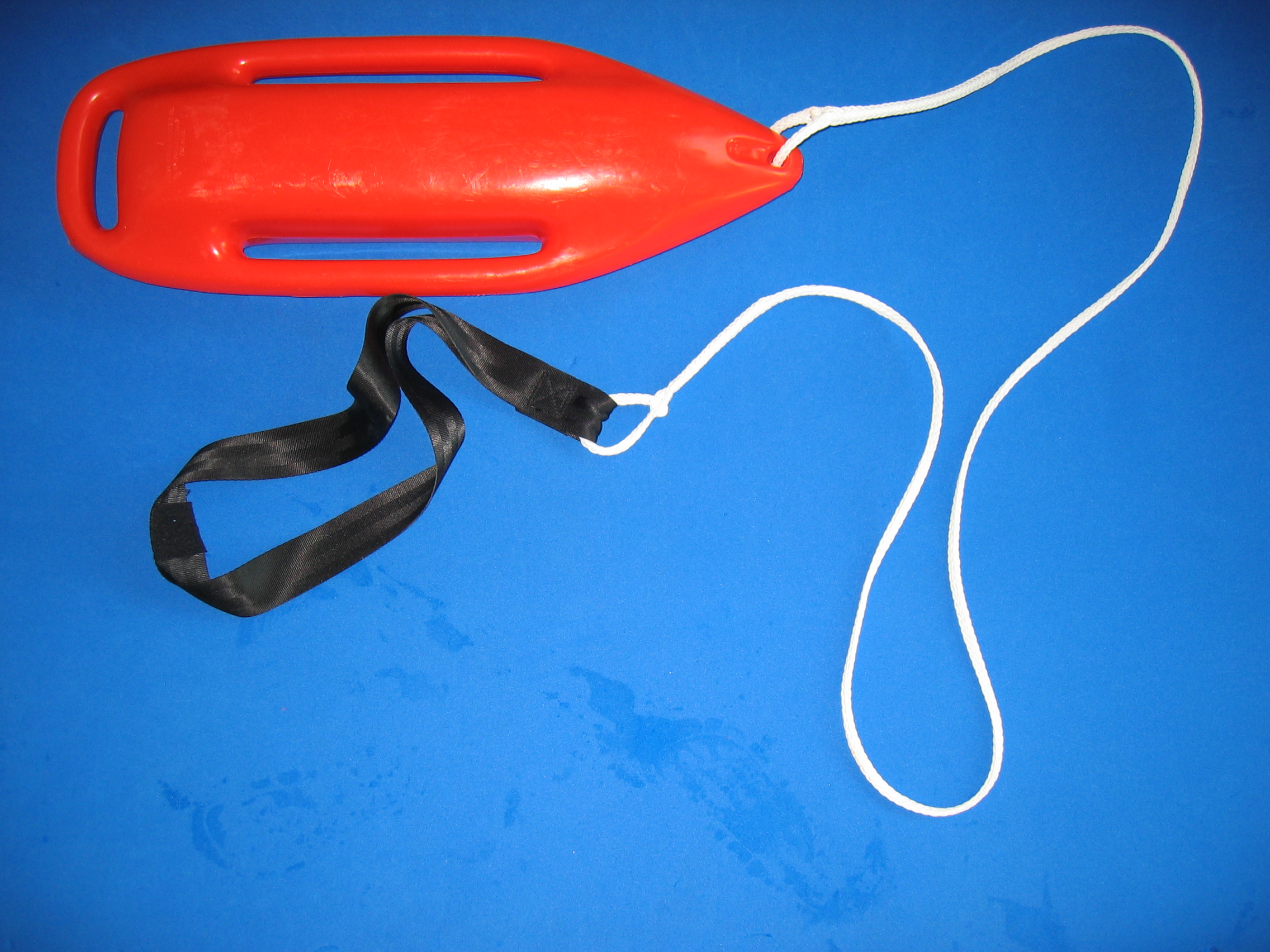
Boja SP

Boja SP (Boja Samopływająca, lub żartobliwy skrót od „Słoneczny Patrol”), tak zwana pamelka – boja ratownicza, której używa większość polskich ratowników Wodnego Ochotniczego Pogotowia Ratunkowego (WOPR). Nie została ujęta w przepisach dotyczących wyposażenia kąpielisk.
Boję SP wykorzystuje się podczas udzielania pomocy z jednostek pływających, nabrzeży, rewy – do długości linki holowniczej, a więc 2,5 metrów. W przypadku akcji w większej odległości od brzegu, boja ciągnięta za ratownikiem nie krępuje mu ruchów, nie stawia dużych oporów podczas pokonywania fali. Dzięki swej wyporności pozwala na utrzymanie tonącego (lub tonących – do 5 osób) na powierzchni wody co znacznie ułatwia holowanie osoby tonącej. Uchwyty na całej długości, pozwalają na pewny chwyt podczas holowania. Podczas akcji w pobliżu falochronów (budowli hydrotechnicznych), może stanowić swoistą „tarczę”, chroniąc ratownika przed uderzeniem o pale.